# Robert Gibson
Robert Lee Gibson (Cooperstown, 30 oktober 1946) is een voormalig Amerikaans ruimtevaarder. Gibson zijn eerste ruimtevlucht was STS-41-B met de spaceshuttle Challenger en vond plaats op 3 februari 1984. 
In totaal heeft Gibson vijf ruimtevluchten op zijn naam staan, waaronder een missie naar het Russische ruimtestation Mir. In 1996 verliet hij NASA en ging hij als astronaut met pensioen. Hij is getrouwd met astronaut Margaret Seddon.